# Vladimír Horpeniak
Vladimír Horpeniak (* 24. listopadu 1948 Sušice) je regionální historik v Muzeu Šumavy.
Vystudoval v letech 1967–1972 historii, ukrajinštinu a dějiny umění na FF UK v Praze. Od roku 1976 pracuje jako historik v Muzeu Šumavy v Sušici a Kašperských Horách. Odborně se zabývá se regionálními dějinami, uměním a kulturní historií. Publikuje řadu popularizačních článků, především v časopise Vítaný host na Šumavě a Českém lese.
Celý život je spjat s Kašperskými Horami, kde žije, pracuje a vehementně se angažuje v místním kulturním životě. Podporuje mladé badatele a nabízí jim zázemí na pracovišti i doma.
Doktor Horpeniak je předním znalcem dějin Šumavy, přesto zůstává skromným, pokorným a přátelským člověkem k lidem kolem sebe.